# Simrothiella
Simrothiella is een geslacht van wormmollusken uit de  familie van de Simrothiellidae.

## Soorten
- Simrothiella abysseuropaea Salvini-Plawen, 2004
- Simrothiella comorensis Todt & Salvini-Plawen, 2003
- Simrothiella digitoradulata Salvini-Plawen, 2004
- Simrothiella margaritacea (Koren & Danielssen, 1877)
- Simrothiella vasconiensis Salvini-Plawen, 2008